# Partidul Țărănesc
Partidul Țărănesc a fost un partid politic format după primul război mondial sub conducerea lui Ion Mihalache, care, în anul 1926 a fuzionat cu Partidul Național Român din Transilvania pentru a forma Partidul Național-Țărănesc.

## Activitatea politică și doctrina
La alegerile parlamentare din noiembrie 1919, Partidul Țărănesc din Vechiul Regat a obținut 61 de mandate, în timp ce Partidul Țărănesc din Basarabia a câștigat 72 de mandate de parlamentar . În urma unui acord cu mai multe partide, s-a constituit un guvern condus de Alexandru Vaida-Voievod, în care Partidul Țărănesc deținea, prin Ion Mihalache, portofoliul Ministerului Agriculturii. În această calitate, Mihalache s-a ocupat, împreună cu Lazăr Niculescu (n.1882, Rădăcinești, jud. Vâlcea - d. 1979, București) și o comisie de miniștri, de pregătirea unui proiect de lege agrară care prevedea reducerea substanțială a proprietăților marilor moșieri și plata unor despăgubiri reduse de către țărănii împroprietăriți. În urma refuzului regelui Ferdinand de a semna mesajul de trimitere a proiectului de lege în dezbaterea Parlamentului, datorită faptului că a socotit proiectul prea radical, la 12 martie 1920 Ion Mihalache și-a dat demisia din guvern, ceea ce nu a împiedicat căderea guvernului a doua zi, la 13 martie.
Congresul partidului din 20-21 noiembrie 1921 a aprobat un nou program, al cărui proiect fusese pregătit de Constantin Stere. Programul considera că „imperialismul capitalist, ajuns în ultimele decenii la dominațiune universală, s-a dovedit neputincios de a asigura omenirii o muncă pașnică și de a feri societatea de o năprasnică risipă de vieți și avuții. Astfel se prăbușește însuși justificarea istorică a orânduirii capitaliste”, că statul român „nu poate fi decât un stat țărănesc pentru că poporul român este un popor de țărăni” și că atâta vreme cât „vor exista clase sociale cu interese opuse, lupta de clasă nu poate înceta” .
La alegerile din martie 1922, organizate de guvernul PNL, Partidul Țărănesc a obținut 40 de mandate (față de cele 222 obținute de PNL), fiind al doilea clasat. După alegeri, țărăniștii au acționat în continuare pentru înființarea de noi organizații locale ale partidului lor; odată cu constituirea organizației provinciale a partidului în Bucovina, activitatea partidului era extinsă la nivelul întregii țări.
Programul din 1924 prevedea că Partidul Țărănesc va milita pentru modificarea Constituției, libera circulația a pământurilor dobândite prin legile de împroprietărire și pentru o largă colaborare cu capitalul străin.

## Fuziuni cu alte partide
În zilele de 17-18 iulie 1921 a avut loc ședința Comitetului Central partidului, care a aprobat înscrierea în partid a Dr. Nicolae Lupu, precum și propunerea făcută de 11 deputați și senatori basarabeni, între care Constantin Stere și Pantelimon Halippa, de fuziune cu Partidul Țărănesc din Basarabia, ceea ce a întărit curentul de stânga din partid și a permis extinderea sa organizatorică în teritoriul dintre Prut și Nistru. După fuziunea cu Partidul Țărănesc din Basarabia au urmat alte fuziuni cu grupări țărăniste din Transilvania (30 octombrie 1922) și Bucovina (11 iunie 1922), precum și cu Partidul Socialist-Țărănesc (22 septembrie 1922).
Începând cu anul 1923 a avut loc o apropriere crescândă de Partidul Național, cu care s-a încheiat un prim acord de fuziune în anul 1924, dar care nu a putut fi pus în aplicare datorită opoziției Partidului Național la prezența în structura noii formațiuni a lui Constantin Stere, acuzat de trădare națională, deoarece în timpul primului război mondial a rămas în teritoriul ocupat și a colaborat cu inamicul .
În cele din urmă, fuziunea dintre cele două partide a fost realizată în anul 1926. Congresul de aprobare a fuziunii a avut loc la 10 octombrie 1926 în sala „Amiciția” din București, moment de la care s-a constituit Partidul Național-Țărănesc.